# Artrópodes associados aos bichos-preguiça

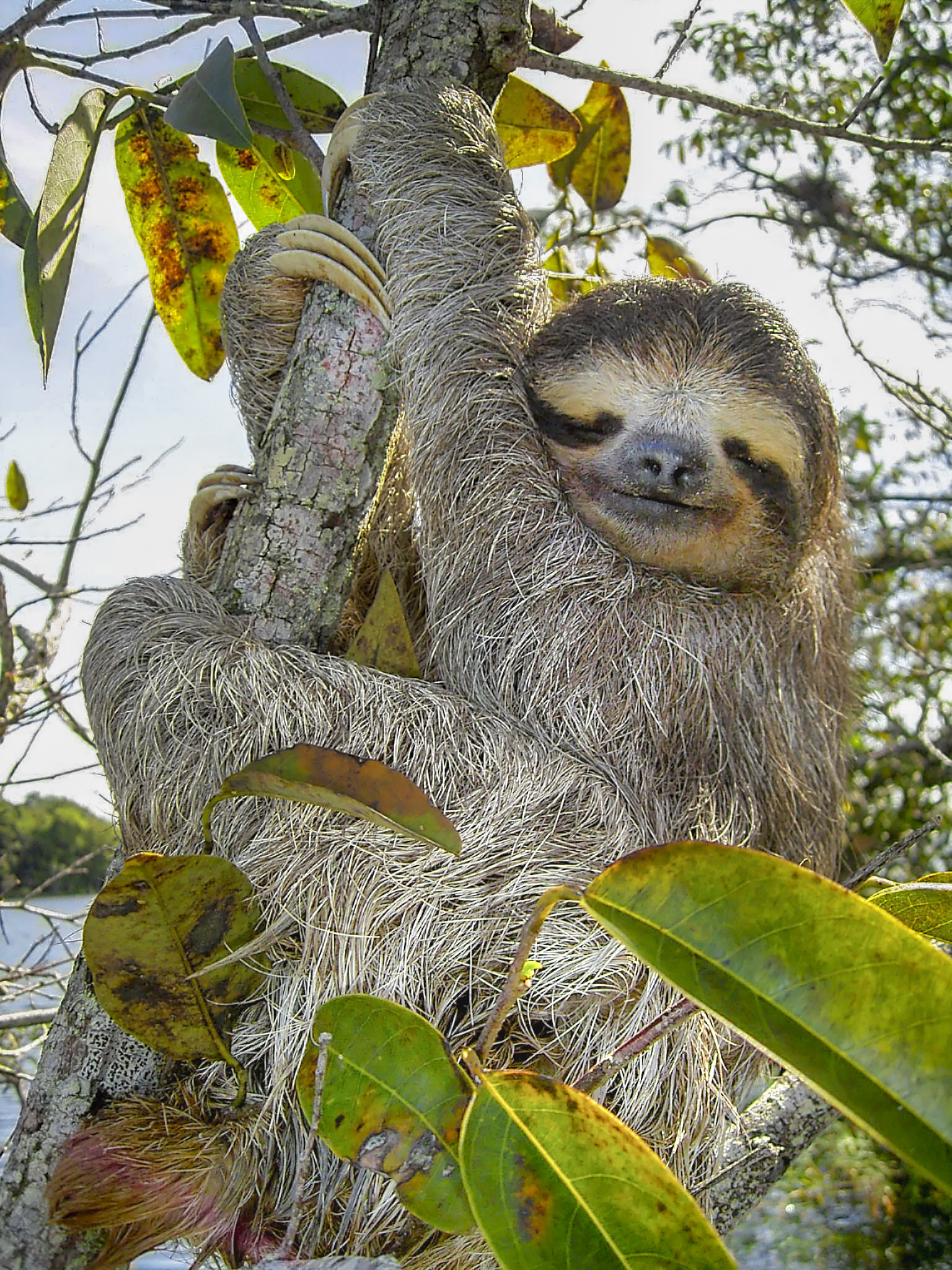
Preguiça-de-três-dedos

Um grande número de artrópodes estão associado às preguiças. Estes incluem dípteros hematófagos (picadores e sugadores de sangue), como mosquitos e flebotomíneos, insetos triatomíneos, piolhos, carrapatos e ácaros . O pelo da preguiça forma um microecossistema habitado por algas verdes e centenas de insetos. As preguiças têm uma comunidade altamente específica de comensais, que incluem besouros, ácaros e mariposas.
As espécies de preguiças hospedeiras de artrópodes incluem:
- Preguiça-de-bentinho, Bradypus tridactylus
- Preguiça-comum, Bradypus variegatus
- Preguiça-real, Choloepus didactylus

A grande variedade de artrópodes associados às preguiças compreende duas guildas de alimentação distintas - a guilda hematófaga, representada por moscas picadoras, ácaros e carrapatos, e a guilda coprófaga, que compreende um conjunto único de mariposas e besouros que utilizam a preguiça principalmente para forese e cujos estágios larvais se alimentam e se desenvolvem no esterco da preguiça hospedeira. As preguiças criam com suas fezes um ecossistema para a sobrevivência das larvas, sendo, portanto, um exemplo de metabiose.

## Guilda hematófaga
Seis espécies de carrapatos do gênero Amblyomma foram registradas em preguiças de dois e três dedos na América do Sul e Central. Destas, duas espécies, Amblyomma geayi e Amblyomma varium são específicas de preguiças, enquanto as outras são consideradas como infestações acidentais.
Os machos adultos de Amblyomma geayi podem permanecer em seus hospedeiros por mais de três semanas, mas as fêmeas partem logo após a ingurgitação para ovipositar. A infestação por carrapatos pode ser extremamente alta. Até 99% das preguiças de três dedos e 86,7% das preguiças de dois dedos foram registradas carregando carrapatos de Amblyomma spp em Manaus, Brasil. O carrapato Ambylomma varium foi registrado sob as coxas de preguiças-de-coleira (Bradypus torquatus) examinadas na Reserva Biológica Poço das Antas, no Estado do Rio de Janeiro. A maioria dos carrapatos era do sexo masculino (até 83%) e a maioria das preguiças (60%) carregava apenas carrapatos machos.
Três espécies de ácaros macrochelídeos foram registradas dentro do ânus e reto de preguiças-comum da Ilha do Curari e Manaus. Estes são Macrocheles impae, Macrocheles uroxys e Macrocheles lukoschusi. Além desses, os ácaros hematófagos Liponissus inheringi, Lobalges trouessarti e Edentalges bradypus foram relatados em preguiças-de-três-dedos coletadas no sul do Brasil. O ácaro Edentalges choloepi também foi registrado em Choloepus didactylus.

## Guilda coprófaga
Pesquisas na área de Manaus em preguiças e sua fauna de artrópodes associadas revelaram uma comunidade diversa e dinâmica, com nove espécies da guilda coprófaga. As populações de algumas espécies apresentam grandes flutuações, enquanto para outras, as a estabilidade é mais frequente. A diversidade de artrópodes coprófagos associados às preguiças sugere intensa competição entre suas larvas, que se alimentam de esterco.
Os besouros constituem uma parte importante da comunidade de artrópodes associados às preguiças. Várias espécies da família coprófila Scarabaeidae estão associadas a preguiças-de-três-dedos, mas não às preguiças-de-dois-dedos. As populações desses besouros podem ser grandes; em um caso, mais de 980 besouros da espécie Trichilium adisi foram encontrados no pelo de uma única preguiça. Besouros do gênero Uroxys foram registrados em preguiças na Bolívia, Brasil, Colômbia e Panamá.
Os besouros parecem se reunir preferencialmente em partes específicas do corpo. Por exemplo, os escaravelhos ocorrem perto do cotovelo ou nos flancos atrás dos joelhos enterrados profundamente no pêlo, enquanto os Trichilium spp foram encontrados na parte inferior das costas e coxas de Bradypus torquatus. As larvas de besouro e até alguns besouros adultos usam esterco de preguiça para se alimentar. A população de besouros varia e os fatores sazonais que afetam o tamanho da população ainda não foram determinados.
Algumas mariposas da família Pyralidae evoluíram para habitar exclusivamente o pelo da preguiça (mariposas-das-preguiças). Normalmente, as mariposas-das-preguiças seguem um estilo de vida semelhante ao da mais famosa Cryptoses choloepi, uma mariposa da família Pyralidae que vive exclusivamente no pelo da preguiça Bradypus variegatus infuscatus. Esses insetos contribuem para fertilizar o pelo das preguiças, permitindo o crescimento de algas que servirão de alimento e camuflagem para elas. Mariposas fêmeas adultas deixam o pelo da preguiça para colocar seus ovos em seus excrementos quando ela desce para o solo para defecar, uma única vez por semana. As larvas de Cryptoses choloepi vivem no esterco e mariposas recém-emergidas voam mais tarde da pilha de esterco para o dossel da floresta para encontrar uma preguiça hospedeira.
Os lepidópteros pertencentes à guilda dos coprófagos especializados em viver ao redor das preguiças incluem:
- Bradipodicola hahneli (Insecta: Lepidoptera: Crambidae) [1]
- Cryptoses choloepi (Insecta: Lepidoptera: Pyralidae) [1]
- Cryptoses waagei (Insecta: Lepidoptera: Pyralidae) [5]
- Cryptoses rufipictus (Insecta: Lepidoptera: Pyralidae) [5]
- Bradyphila garbei (Insecta: Lepidoptera: Pyralidae) [5]